# Kady
Kady (russisch Кады́й) ist eine Siedlung städtischen Typs und ehemalige Stadt in der Oblast Kostroma in Russland mit 3597 Einwohnern (Stand 14. Oktober 2010).

## Geographie
Der Ort liegt etwa 130 km Luftlinie östlich des Oblastverwaltungszentrums Kostroma am Fluss Wotgat, etwa 5 km oberhalb seiner Mündung von rechts in den Wolga-Nebenfluss Njomda.
Kady ist Verwaltungszentrum des Rajons Kadyjski sowie Sitz und einzige Ortschaft der Stadtgemeinde (gorodskoje posselenije) Possjolok Kady.

## Geschichte
Der Ort wurde 1546 auf Anordnung Iwans IV. als Festung zum Schutz der Grenze des Großfürstentums Moskau zum Khanat Kasan gegründet. Nur wenige Jahre später, mit der Unterwerfung des Khanats durch das mittlerweile proklamierte Zarentum Russland 1552, verlor die Festung ihre militärische Bedeutung. Durch seine günstige Lage an der Kreuzung der Straßen Kostroma – Makarjew und Jurjewez – Galitsch konnte sich Kady aber wirtschaftlich entwickeln.
1778 erhielt es die Stadtrechte als Verwaltungssitz eines Ujesds des Gouvernements Kostroma, verlor die Verwaltungsfunktion jedoch 1797 mit der Auflösung des Ujesds und seinem Anschluss an den Ujesd Makarjew.
In den 1920er-Jahren wurde Kady zu einem Dorf herabgestuft, aber am 25. Januar 1935 wieder Verwaltungssitz eines neu geschaffenen, nach ihm benannten Rajons. 1971 erhielt es den Status einer Siedlung städtischen Typs.

### Bevölkerungsentwicklung
| Jahr | Einwohner |
| ---- | --------- |
| 1897 | 1095      |
| 1939 | 2239      |
| 1959 | 2539      |
| 1970 | 3074      |
| 1979 | 3430      |
| 1989 | 4147      |
| 2002 | 3882      |
| 2010 | 3597      |

Anmerkung: Volkszählungsdaten

## Verkehr
Durch Kadyj führt die Regionalstraße (ehemals R98), die von Kostroma über Sudislawl kommend weiter über Makarjew und Manturowo nach Werchnespasskoje nördlich von Scharja verläuft. Nach Norden besteht Verbindung in das 70 km entfernte Antropowo, wo sich an der Transsibirischen Eisenbahn die nächstgelegene Bahnstation mit Personenverkehr befindet.
Die etwa 60 km westlich bei Ostrowskoje vorbeiführende Bahnstrecke Perwuschino – Sawolschsk dient nur dem Güterverkehr.